# Bestandssegmentierung
Bestandssegmentierung ist eine statistische Methode der Warenwirtschaft, die bestimmte Effekte bei der Lagerhaltung deutlich macht bzw. visualisieren kann.
Ausgehend davon, dass alle Artikel in einem Lager eine bestimmte Reichweite sowie einen Einkaufspreis haben, können diese beiden Eigenschaften in einer Matrix zueinander in Beziehung gesetzt werden. In jeder Tabellenzelle wird dann hinterlegt, auf wie viele Artikel die entsprechende Kombination zutrifft.
Mit dieser Methode lassen sich Artikel, die eine hohe Reichweite und einen hohen Einkaufspreis haben und damit verhältnismäßig hohe Kapitalbindungskosten verursachen, leicht identifizieren.